# 280
280是介于279和281之间的自然数。

## 在数学上
- 合數，正因數有1、2、4、5、7、8、10、14、20、28、35、40、56、70、140和280。
質因數分解為{\displaystyle 2^{3}\times 5\times 7}。
- 第65個過剩數，真因數和為440，盈度為160。前一個為276、下一個為282。
  - 第66個半完全數，和為本身的其中一組因數為1、 2、 4、 5、 7、 8、 10、 14、 28、 35、 40、 56、 70。前一個為276、下一個為282。
- 第81個十进制的哈沙德數。前一個為270、下一個為285。
- 十进制的奢侈數。
- 中心八边形数。
- 快樂數。
- 6個連續質數和（37+41+43+47+53+59）
- 半完全數：280=1+8+35+40+56+140

## 在人類文化中
- Skyline第8代馬力為280匹，動畫片《頭文字D》更使其名聲大噪
- 是美國80號州際公路的補助線
- 斯堪尼亞K280UD，瑞典斯堪尼亞製造的超低地台雙層巴士型號。
- Ikarus 280，匈牙利Ikarus生產的鉸接式中置引擎巴士車款，主要由東歐國家引進

## 在科學中
- 到目前為止發現的鐽的同位素共有10種，其中鐽-280的半衰期最長，為7.4秒
- 黃麴毒素加熱至280℃以上才開始分解
- 短波紫外線C光，波長介於200~280奈米

## 在地理中
- 查德湖海拔280公尺，預計此湖在不久之後將會完全消失
- 綠島的高度為280公尺

## 在天文中
- NGC 280 是仙女座的一個星系
- 靈神星的大小為 280×230×190 km
- 白塞爾年是一種回歸年，以假想的太陽從黃經280°再回到黃經280°所經歷的時間為準
- 土衛七的大小為 360×280×225 km

## 在其他領域中
- 西元280年和前280年
- GeForce GTX 280於2008年6月16日推出，是一款高端產品
- SACD將所有訊號以每秒280萬次，直接把類比音樂訊號波形轉變為數位訊號
- 乳牛的懷孕期為280天